# Robert Koch (Fußballspieler)
Robert Koch (* 26. Februar 1986 in Löbau) ist ein ehemaliger deutscher Fußballspieler und heutiger -trainer. Bis zu seinem Karriereende 2020 spielte er beim FV Eintracht Niesky. Seit Juli 2021 ist er Co-Trainer beim Bischofswerdaer FV 08.

## Karriere als Spieler
Koch wuchs in Melaune auf und spielte zunächst beim SV Meuselwitz. Als 16-Jähriger wechselte er zum FC Oberlausitz Neugersdorf. Nachdem er in der Saison 2004/05 für die erste Mannschaft der Oberlausitzer in der NOFV-Oberliga Süd debütiert hatte, entwickelte sich Koch im Folgejahr zum Toptorjäger des Vereins. Daraufhin wechselte er zur Saison 2007/08 zum Ligakonkurrenten SC Borea Dresden, wo er ebenfalls auf Anhieb zum mannschaftsinternen Torschützenkönig avancierte.
Im Sommer 2009 wurde er von Dynamo Dresden verpflichtet, wo er sich mit entsprechenden Leistungen in der Reservemannschaft für das Profiteam anbieten sollte. Am 12. September 2009 (9. Spieltag) gab Koch sein Profidebüt in der 3. Liga. Insgesamt bestritt Koch in dieser Saison zehn Partien (sieben Tore) für Dynamos zweite Mannschaft in der NOFV-Oberliga Süd sowie 21 Spiele (3 Tore) für die erste Mannschaft in der 3. Liga. In der Saison 2010/11 konnte er sich endgültig im Profiteam etablieren und hatte mit sechs Treffern in 34 Ligaspieleinsätzen maßgeblichen Anteil daran, dass Dynamo Dresden am Ende der Spielzeit den zur Relegation berechtigenden dritten Tabellenplatz erreichte. Im Januar 2011 wurde sein zum Saisonende auslaufender Vertrag vorzeitig um zwei weitere Jahre verlängert.
In den Relegationsspielen trug Koch mit zwei weiteren Treffern entscheidend dazu bei, dass sich Dynamo Dresden gegen den VfL Osnabrück durchsetzen konnte und damit in die 2. Bundesliga aufstieg. Am 30. Juli 2011 erzielte er im DFB-Pokal-Erstrundenspiel gegen den Erstligisten Bayer 04 Leverkusen zwei Tore und hatte damit wesentlichen Anteil am „Wunder von Dresden“, als es Dynamo ab der 68. Spielminute gelang, einen 0:3-Rückstand noch in einen 4:3-Sieg (n. V.) umzumünzen. Im Sommer 2012 übernahm er das Kapitänsamt von Cristian Fiél bei Dynamo Dresden, welches er allerdings durch Verletzung und mäßigen Leistungen (3 gelbe Karten und einer roten Karte) bereits in der Winterpause an Mickaël Poté verlor.
Am 21. Juli 2014 wurde Kochs Wechsel zum 1. FC Nürnberg bekannt gegeben. Seit dem 29. Juni 2016 war Koch vertragslos, nachdem der Klub die Vertragsauflösung im gegenseitigen Einvernehmen bekanntgegeben hatte. Zu Beginn der Saison 2016/17 wechselte er zurück zu seinem Heimatverein nach Neugersdorf, der mittlerweile Regionalliga spielte. Bereits in der Winterpause der Saison 2016/17 wechselte Koch zum Drittligisten FSV Zwickau. Zur Saison 2018/19 kehrte Robert Koch erneut zum FC Oberlausitz Neugersdorf in Regionalliga Nordost zurück.
Anfang 2019 beendete Koch seine Profikarriere verletzungsbedingt vorzeitig. Er bleibt dem FCO intern im Marketing erhalten. Er spielt jedoch bis 2020 als Amateur beim sächsischen Sechstligisten (Sachsenliga) FV Eintracht Niesky weiter.

## Karriere als Trainer
2021 besaß Koch die DFB-Elite-Jugend-Lizenz als Trainer und war für die Trainer-A-Lizenz angemeldet.
Zum 1. Juli 2021 erhielt Koch einen Vertrag als Co-Trainer beim Fünftligisten Bischofswerdaer FV 08. Ab der Saison 2024/25 wird Koch für den Oberligisten VfB Krieschow als Cheftrainer fungieren.

## Privates
Seit März 2014 ist Koch Vater eines Sohnes.